# 罗卡迪帕帕
罗卡迪帕帕（義大利語：Rocca di Papa），是意大利拉齐奥大区罗马首都广域市的一个市镇。总面积40.18平方公里，人口15772人，人口密度392.5人/平方公里（2009年）。ISTAT代码为058086。